# Juan Esteban

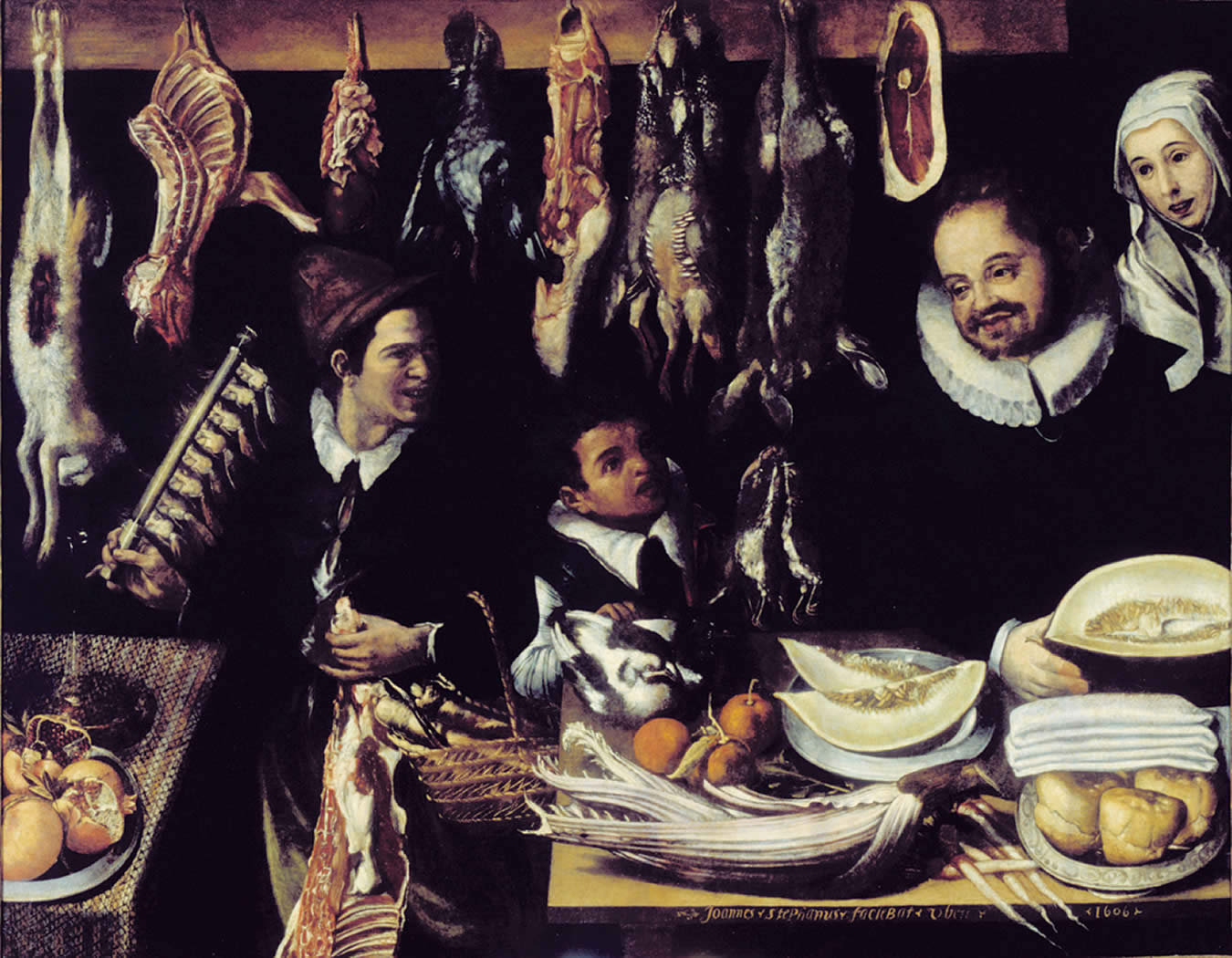
Puesto de caza, fruta y verduras o Escena de mercado, óleo sobre lienzo (128 x 167 cm.), Museo de Bellas Artes de Granada, firmado «Joannes Stephanus / faciebat Ubete 1606».

Juan Esteban de Medina (activo entre 1597 y 1635), llamado también Juan Esteban de Úbeda o sencillamente Juan Esteban, fue un escasamente conocido pintor barroco español, hijo del también pintor ubetense Pedro de Medina y autor de un bodegón de mercado que se sitúa entre las primeras obras del género firmadas en España. 

## Biografía
El primero en llamar la atención acerca de este pintor fue Antonio Ponz en el tomo XVI de su Viaje de España, a propósito de una pintura del papa San Clemente que vio en el hospital de Santiago de Úbeda, firmada «Juan Esteban lo hacía año de 1611», puesta en relación con otra de la Anunciación conservada en la catedral de Baeza, in situ, de la que comentaba elogiosamente:

«hay otra que también merece nombrarse por la pintura del retablo que también representa la Anunciación con esta firma: Joannes Stephanus Ubetae 1666. Ahí tiene V. un hallazgo, que si lo hubiera hecho Palomino, no hubiera dejado de poner, (y con mucha razón) a Juan Esteban de Úbeda en el catálogo de los pintores insignes».

Alfonso E. Pérez Sánchez relacionó estas noticias con la de un Juan Esteban, «estante» en Madrid en 1597, donde tenía concierto con otros desconocidos pintores para la realización de un retablo dedicado a Santa Lucía, quien sería también el autor de un bodegón, actualmente en el Museo de Bellas Artes de Granada, firmado «Joannes Stephanus / faciebat Ubete 1606».
Muy superior en interés a todo lo demás conocido del pintor, el lienzo asocia la naturaleza muerta y la figura humana en acción de un modo nuevo, que hubo de tomar de Vincenzo Campi, anticipándose  en veinte años a lo que hará Alejandro de Loarte. Al mismo tiempo se pone de manifiesto el conocimiento temprano de la obra de Juan Sánchez Cotán, aunque rudamente interpretada, de quien tomará algunas de sus piezas como el cardo o la caña con los pajaritos ensartados.
Nuevos datos han ido aportando los cronistas locales de Úbeda, donde se le ha podido documentar con el nombre de Juan Esteban de Medina a partir de 1600, momento en el que recibió el encargo de pintar los cuatro evangelistas en la bóveda de crucería de la capilla de los Sanmartines en la iglesia de San Pablo, trabajo concluido dos años más tarde.
Un año después, el 26 de agosto de 1601, Juan Esteban y su padre Pedro de Medina contrataron el dorado, estofado y pintura del retablo que el licenciado Sebastián Gómez, prior de la Guardia, tenía en la iglesia de Jódar (Jaén), y en 1605 recibía como aprendiz a Bernardino González, natural de Segura de la Sierra.

Una última noticia, de 1634, un año antes de firmar el lienzo de la catedral de Baeza, lo sitúa todavía en Úbeda, donde se comprometió a copiar para don Martín Íñiguez de Almedo, de la Chancillería de Granada, una Sagrada Familia de la capilla de los Savater, una Virgen con el Niño de Rafael conservada en la capilla del Salvador y un Salvador de Tiziano.